# 권자장
권자장은 비단과 종이로 구성되며 기록매체의 맨 끝에 가늘고 둥근 축을 붙여 그 축에 두루 마는 방식을 사용하였다. 그리고 이를 보관 할 때에는 찾아보기 편리하도록 축의 아래쪽 끝에 서명과 권차를 적어 넣은 꼬리표를 매달아 놓았다.